# Шан сир Леман
Шан сир Леман (фр. Chens-sur-Léman) је насељено место у Француској у региону Рона-Алпи, у департману Горња Савоја.
По подацима из 2011. године у општини је живело 1971 становника, а густина насељености је износила 156,93 становника/km².

## Демографија
| 1962. | 1968. | 1975. | 1982. | 1990. | 2011. |
| ----- | ----- | ----- | ----- | ----- | ----- |
| 568   | 636   | 835   | 856   | 1.063 | 1.971 |